# Lygropia flavofuscalis
Lygropia flavofuscalis is een vlinder uit de familie van de grasmotten (Crambidae). De wetenschappelijke naam van deze soort is voor het eerst gepubliceerd in 1887 door Pieter Snellen.
Deze soort komt voor in Colombia en Curaçao.